# 皮欽查省
皮欽查省（西班牙語：Provincia de Pichincha），是厄瓜多爾中部的一個省。面積9,484平方公里，2010年人口2,576,287人。首府基多是該國的首都。
1824年6月25日設省，2007年11月6日聖多明各-德洛斯查奇拉斯省自本省分出。下分八市。省名來自皮欽查火山。